# Liste der Stolpersteine im Main-Tauber-Kreis
Die Liste der Stolpersteine im Main-Tauber-Kreis beschreibt besondere Pflastersteine in Gehwegen, die an die Opfer der nationalsozialistischen Diktatur im Main-Tauber-Kreis im baden-württembergischen Regierungsbezirk Stuttgart in Deutschland erinnern sollen. Die Stolpersteine wurden vom Künstler Gunter Demnig konzipiert und werden von ihm in fast ganz Europa verlegt.
Bis zur Zeit des Nationalsozialismus bestanden einst 28 jüdische Gemeinden im Main-Tauber-Kreis, von deren ehemaligen Gemeindemitgliedern etwa 700 Opfer des Holocaust bekannt sind. Bis Dezember 2020 wurden insgesamt 110 Stolpersteine im Main-Tauber-Kreis verlegt (siehe Verteilung).

## Stolpersteine im Main-Tauber-Kreis

### Bad Mergentheim
Am 4. April 2019 wurden auf Initiative des Vereins Stolpersteine Bad Mergentheim e. V. die ersten Stolpersteine auf öffentlichem Grund in Bad Mergentheim verlegt. Bereits zuvor wurden am 23. März 2009 auf dem Gelände der Schule St. Bernhard Stolpersteine verlegt.

### Creglingen
Am 18. September 2015 wurden in der historischen Altstadt von Creglingen zwölf Stolpersteine verlegt. Zuvor hatte der Creglinger Gemeinderat einstimmig diese Aktion beschlossen.

### Igersheim
Am 23. März 2009 wurden in Igersheim fünf Stolpersteine an zwei Adressen verlegt.

### Külsheim
Am 10. Juli 2014 wurden die ersten acht Stolpersteine in Külsheim verlegt. Am 17. Juli 2020 wurden sieben weitere Stolpersteine in Külsheim verlegt.

### Weikersheim
In Weikersheim wurden Stolpersteine an den folgenden Terminen verlegt: 10. März 2022 und 30. Juni 2023.

### Wertheim
In Wertheim wurden 73 Stolpersteine an den folgenden Terminen verlegt: 29. September 2009, 26. April 2010, 23. September 2010, 18. November 2011, 10. November 2012 und 27. April 2013.

## Verteilung nach Kommunen und jüdischen Gemeinden
Die bisher verlegten Stolpersteine (Stand: Dezember 2020) im verteilen sich wie folgt auf die 18 Städte und sonstigen Gemeinden des Main-Tauber-Kreises sowie auf die Orte mit den 28 ehemaligen jüdischen Gemeinden im Kreisgebiet:
| Stadt/Gemeinde     | Jüdische Gemeinde                    | Opfer des Holocaust (bekannt) | Verlegte Stolpersteine |
| ------------------ | ------------------------------------ | ----------------------------- | ---------------------- |
| Ahorn              | Jüdische Gemeinde Eubigheim          | 5                             | —                      |
| Assamstadt         | —                                    | —                             | —                      |
| Bad Mergentheim    | Jüdische Gemeinde Edelfingen         | 47                            | 17 (siehe Liste)       |
| Bad Mergentheim    | Jüdische Gemeinde Markelsheim        | 11                            | —                      |
| Bad Mergentheim    | Jüdische Gemeinde Mergentheim        | 91                            | 38 (siehe Liste)       |
| Bad Mergentheim    | Jüdische Gemeinde Neunkirchen        | 1                             | —                      |
| Bad Mergentheim    | Jüdische Gemeinde Wachbach           | 8                             | 3 (siehe Liste)        |
| Boxberg            | Jüdische Gemeinde Angeltürn          | 6                             | —                      |
| Boxberg            | Jüdische Gemeinde Unterschüpf        | —                             | —                      |
| Creglingen         | Jüdische Gemeinde Archshofen         | 26                            | —                      |
| Creglingen         | Jüdische Gemeinde Creglingen         | 39                            | 12 (siehe Liste)       |
| Freudenberg        | Jüdische Gemeinde Freudenberg        | 26                            | —                      |
| Großrinderfeld     | —                                    | —                             | —                      |
| Grünsfeld          | Jüdische Gemeinde Grünsfeld          | 18                            | —                      |
| Igersheim          | Jüdische Gemeinde Igersheim          | 6                             | 5 (siehe Liste)        |
| Königheim          | Jüdische Gemeinde Gissigheim         | 6                             | —                      |
| Königheim          | Jüdische Gemeinde Königheim          | 19                            | —                      |
| Külsheim           | Jüdische Gemeinde Külsheim           | 41                            | 15 (siehe Liste)       |
| Lauda-Königshofen  | Jüdische Gemeinde Königshofen        | 5                             | —                      |
| Lauda-Königshofen  | Jüdische Gemeinde Messelhausen       | 18                            | —                      |
| Niederstetten      | Jüdische Gemeinde Niederstetten      | 67                            | —                      |
| Tauberbischofsheim | Jüdische Gemeinde Dittigheim         | —                             | —                      |
| Tauberbischofsheim | Jüdische Gemeinde Hochhausen         | 9                             | —                      |
| Tauberbischofsheim | Jüdische Gemeinde Impfingen          | 5                             | —                      |
| Tauberbischofsheim | Jüdische Gemeinde Tauberbischofsheim | 78                            | —                      |
| Weikersheim        | Jüdische Gemeinde Laudenbach         | 27                            | —                      |
| Weikersheim        | Jüdische Gemeinde Weikersheim        | 25                            | —                      |
| Werbach            | Jüdische Gemeinde Wenkheim           | 34                            | —                      |
| Wertheim           | Jüdische Gemeinde Dertingen          | 8                             | 73                     |
| Wertheim           | Jüdische Gemeinde Wertheim           | 75                            | 73                     |
| Wittighausen       | —                                    | —                             | —                      |